# ガンシップ
ガンシップ（英語：gunship）は、アメリカ空軍がベトナム戦争中に南ベトナム解放民族戦線への対抗策の一環として、歩兵など非装甲目標への襲撃を目的として輸送機の機体を流用して開発した局地制圧用攻撃機。対空砲火で反撃されるおそれのない地上目標と相性がよく、巨大なCOIN機のように運用される。
また、軍事航空用語としては攻撃ヘリコプターや武装ヘリコプターを指すことも多い。

## 概要
ガンシップは、一般的な攻撃機や戦闘爆撃機、COIN機の弱点を解消するために考案された攻撃機である。
前述の機種が特定の目標に対して連続攻撃を行う場合は、緩やかに降下しながら前方射撃用の機関砲や胴体/主翼下のハードポイントに搭載したロケット弾や無誘導爆弾、ナパーム弾を前方の目標に発射あるいは投下して、目標上空を通過後に上昇旋回して反復攻撃をかける形になる。しかし、目標の上空を通過してから反転し、再び兵装の射程に入るまでの間は攻撃ができないので、敵を足止めしきれずに散開させての前進もしくは逃亡を許してしまう可能性が大きい。攻撃ヘリコプターなら空中静止（ホバリング）して射撃が可能だが、こちらも固定翼機に比べ速力、武装搭載量や進出距離で劣る欠点がある。
これに対して、ガンシップは攻撃目標を中心とした低空左旋回を行いながら、胴体内部から左側面に突き出す形で装備したM134 7.62mm ミニガンやM61 20mm バルカンなどの連続射撃によって目標を攻撃するため、機銃弾もしくは機関砲弾の豪雨を目標に対して間断なく浴びせ続けることが可能となる。さらに、元の機体が輸送機なので、弾薬も大量に搭載できる。少数精鋭の作戦を行う特殊部隊むけの機動的な火力支援手段としても好適である。作戦地域に長時間滞空する性質とセンサー機能を利して上空から敵の動向を探る一種の観測機の役割も兼ねる。対空機関砲やミサイル対策として、主要部分に装甲を施すとともにチャフ・フレアディスペンサーやECM装置などの自己防御装置を装備する。
しかし、機動性の低いガンシップの生存性向上には限界がある。「決まった空域の低空を低速で、かつ一定時間以上に渡って同じ左旋回をし、制圧射撃を行い続けつつ居座り続ける」事を身上とするガンシップは、戦闘機や近代的な防空網に対しては本質的に無力であり、絶対的な航空優勢（制空権）を確保しなければ機体の安全が望めない。また、機体そのものが高価なこともあり、大規模にガンシップを運用するのは、そのようなコストを負ってでも歩兵人員の生残率を要求されるアメリカ軍のみである。他に運用したのは麻薬密輸組織との戦いに用いた南米諸国程度であったが、近年ではヨルダンやイタリアなどにおいて、対テロ任務用のために少数機を導入する動きがみられる。
近年では、装備を火砲からAGM-65 マーベリックやAGM-114 ヘルファイアなど空対地ミサイルに切り替えたKC-130Jハーベストホークが、アフガニスタンなどで実験的に投入されている（空中給油機であるKC-130を改造した物）。これらはガンシップ同様、制空権が確保されている事が前提となっており、攻撃機では不可能な量のミサイルを搭載した対地攻撃機の一種である。

## 主なガンシップ

### ACH-47A

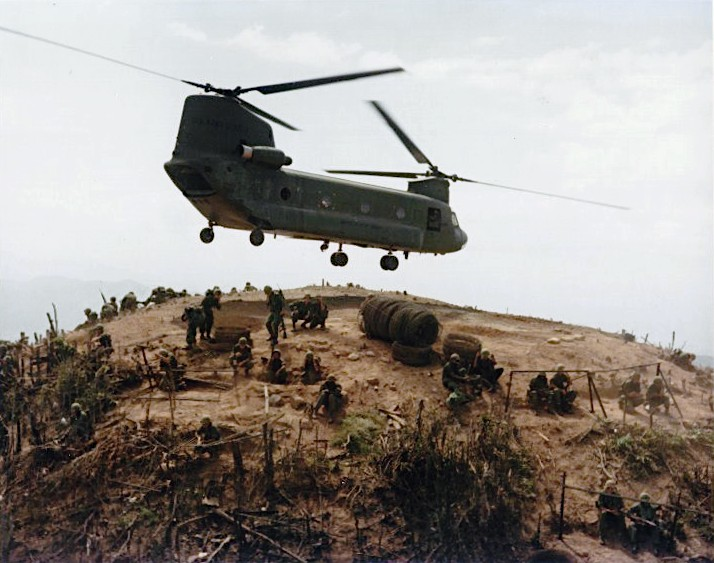
ベトナム戦争当時のCH-47 チヌーク

ボーイング・バートル CH-47 チヌークをベースとしたヘリコプターガンシップ。1965年6月、4機のCH-47が改造され、ベトナム戦争に実戦投入された。アメリカ陸軍第1騎兵師団に配備され、同師団の隊員に「ガンズ・ア・ゴーゴー：Guns A Go-Go」というニックネームで親しまれ、著しい活躍を見せた。しかし、製作された4機中、2機が事故により、1機が敵対空砲火によっていずれも喪失し、唯一残った1機もペアを組む機体が失われたことから武装解除され、訓練機材として転用された。
ベトナムでの運用実績は良好だったが、以下の理由で追加発注はされなかった。
- AH-1 コブラ攻撃ヘリコプターの登場。
- 戦場での輸送ヘリの重要性の高さから、ACH-47Aより標準型CH-47の増産が優先された。

武装
- M5 40mm グレネードランチャー×1（機首下ターレット）
- M2 12.7mm重機関銃×4（機体の左右両面の前後に1丁ずつ）
- M2 12.7mm重機関銃×1（機体後端のローディングランプ）
- M24 20mm機関砲×2（両側面スタブウィング）
- XM159 ロケット弾ポッド×2（両側面スタブウィング）

各機体および運用歴
- ACH-47A 1号機（64-13145）
  - 1967年5月5日 - 自機搭載の20mm機関砲の取り付けピン破損により銃口が上を向く。それに気が付かず発砲した為にメインローターを破壊し墜落。
- ACH-47A 2号機（64-13149）
  - 唯一生存するが、ペアを組む機体が失われたため、作戦続行不可能となり武装解除。CH-47搭乗員用訓練機材となる。
- ACH-47A 3号機（64-13151）
  - 1966年8月5日 - 離陸中、ほかのCH-47と接触事故を起こす。機体大破により破棄（乗員全員無事）。
- ACH-47A 4号機（64-13154）
  - 1968年2月22日 - 作戦行動中、対空兵器により被弾、墜落。

### AC-47

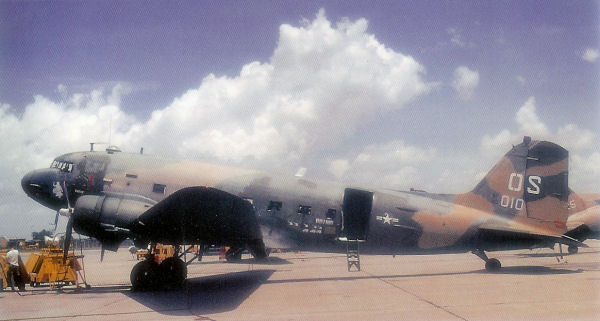
AC-47D

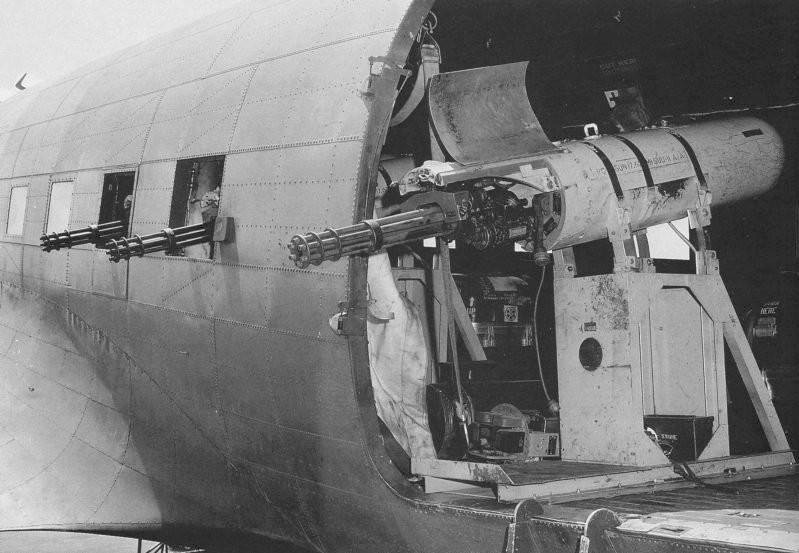
AC-47に搭載されたSUU-11/A 7.62mmガンポッド

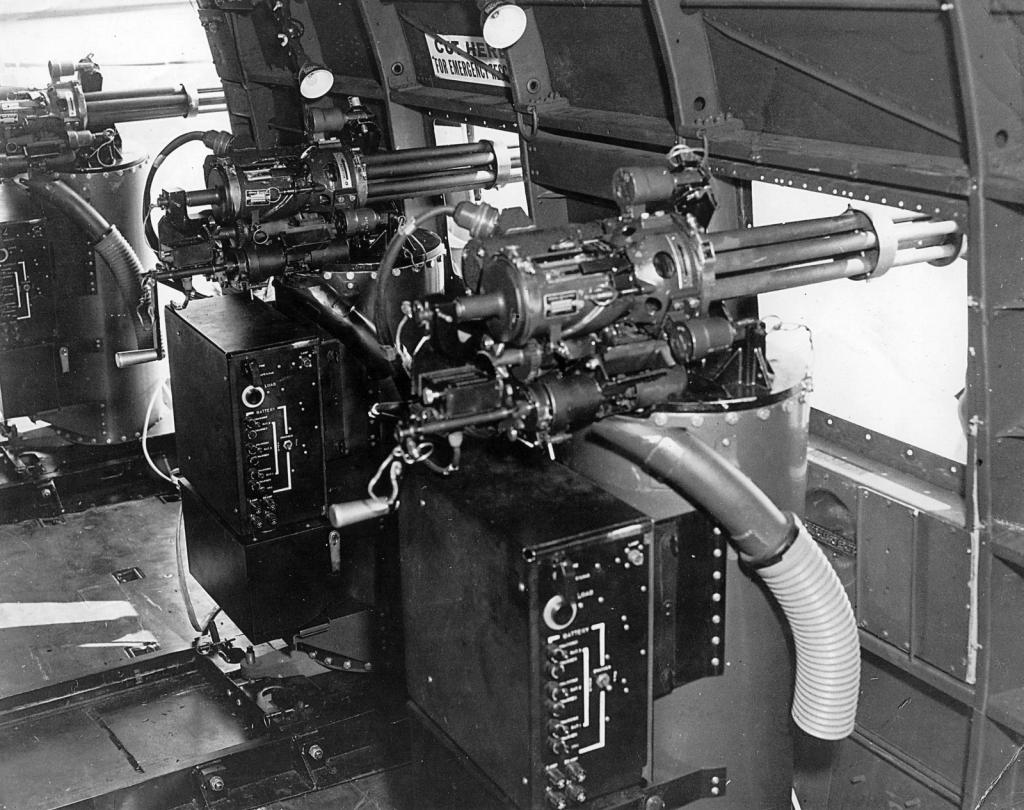
SUU-11/Aに代わり搭載されたMXU-470/Aミニガンモジュールシステム

ダグラス C-47 スカイトレインに武装を施した機体でありベトナム戦争時に登場した。後述する強力な火力や照明弾代わりのフレアを発射する姿から、「スプーキー（幽霊）」や「パフ・ザ・マジック・ドラゴン（魔法の竜パフ）」という異名を獲得した。このガンシップとして最初の機体の運用実績はガンシップ・プロジェクトII（AC-130）やガンシップ・プロジェクトIII（AC-119）に反映された。配備当初は「FC-47」という「F」ナンバーが付けられていたが、ドッグファイトを前提とした伝統的な戦闘機パイロットから大きく非難され、それ以降「AC-47」に改められた経緯がある。
当初改造された2機は本来は航空機に外装式に搭載するSUU-11/A ガンポッド（GAU-2A(M134) 7.62mm ミニガンを内蔵）3基を所定の改造の上で機内に搭載したが、続けて追加改造された4機は、SUU-11が必要数調達できず、AN/M2 7.62mm航空機銃を調達し、これを連装銃架3基および4連装銃架に架装して暫定的に装備した。しかし、使用された弾薬が劣化していたことや、そもそもAN/M2自体が古いものであったため、作動不良の発生頻度が高く、実射するとAN/M2 10基でようやくGAU-2A 1基の最大投射弾量と同程度しか発射されないために火力が大幅に低下し、更に、発砲煙が逆流して機内に充満することから、追加のSUU-11が到着し次第これに換装されている。AC-47の搭載武装は最終的にはGAU-2A(M134)を直接機体に装備するMXU-470/A ミニガンモジュールシステムに換装された。
アメリカ空軍ではAC-119およびAC-130に順次更新され、残存のAC-47は南ベトナム空軍やラオス王国空軍、シアヌーク国王およびロン・ノル時代のカンボジア空軍、タイ王国空軍、さらには中南米のコロンビア空軍やエルサルバドル空軍に供与され、運用された。また、インドネシアでは民間から徴集したDC-3を、ローデシアではローデシア空軍のC-47を現地でガンシップに改造した機体が運用されていた（それぞれ装備などの要目がオリジナルのAC-47と異なる）。南ベトナムの機体は北ベトナム軍に接収され、クメール共和国の機体はクメール・ルージュに接収された。後のカンボジア・ベトナム戦争でも投入されたともいわれる。
2018年現在、多くの国では退役しているものの、コロンビア空軍では幾度の近代化改修を経て現役にある。
武装
- SUU-11/A ガンポッド（GAU-2A(M134) 7.62mm ミニガン 内蔵）3基 または MXU-470/A 7.62mm ミニガンモジュールシステム 3基

もしくは
- AN/M2 7.62mm重機関銃×10基　※第3～6番改造機の初期

### AC-119

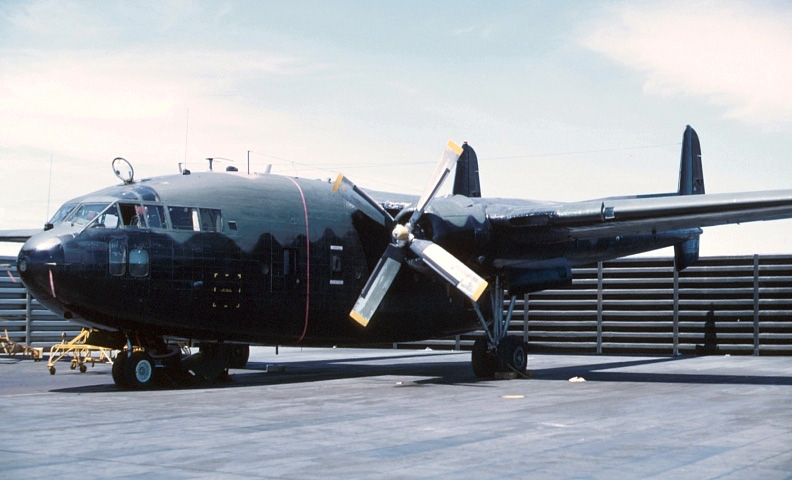
AC-119

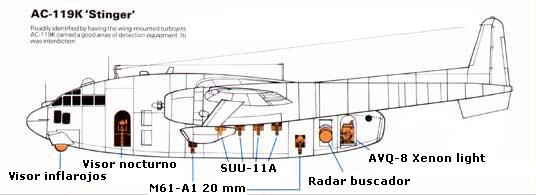
AC-119Kの武装および射撃管制装備の配置図

ガンシップ・プロジェクトIIIに基づいて、フェアチャイルド C-119 フライング・ボックスカーに武装を施したガンシップ。
固定武装はAC－47と同じくSUU-11/A 7.62mm ミニガンポッドを搭載したが、装備数はAC-47の3基から4基に増加している。改良型のAC-119Kではこれに加えてM61 20mm バルカン砲 2基を搭載し、SUU-11は運用開始後順次MXU-470/Aミニガンモジュールシステムに換装されている。
アメリカ空軍と南ベトナム空軍で運用された。
- 武装
  - AC-119G シャドウ

SUU-11/A ガンポッド（GAU-2A(M134) 7.62mm ミニガン 内蔵）4基
  - AC-119K スティンガー

SUU-11/A ガンポッド 4基 およびM61 20mm バルカン砲 2基

また中華民国空軍でも、C-119の胴体左側面に固定式の7.62mm機銃を装備したガンシップ仕様のAC-119を少数機、独自に改造・運用した。

### AC-130

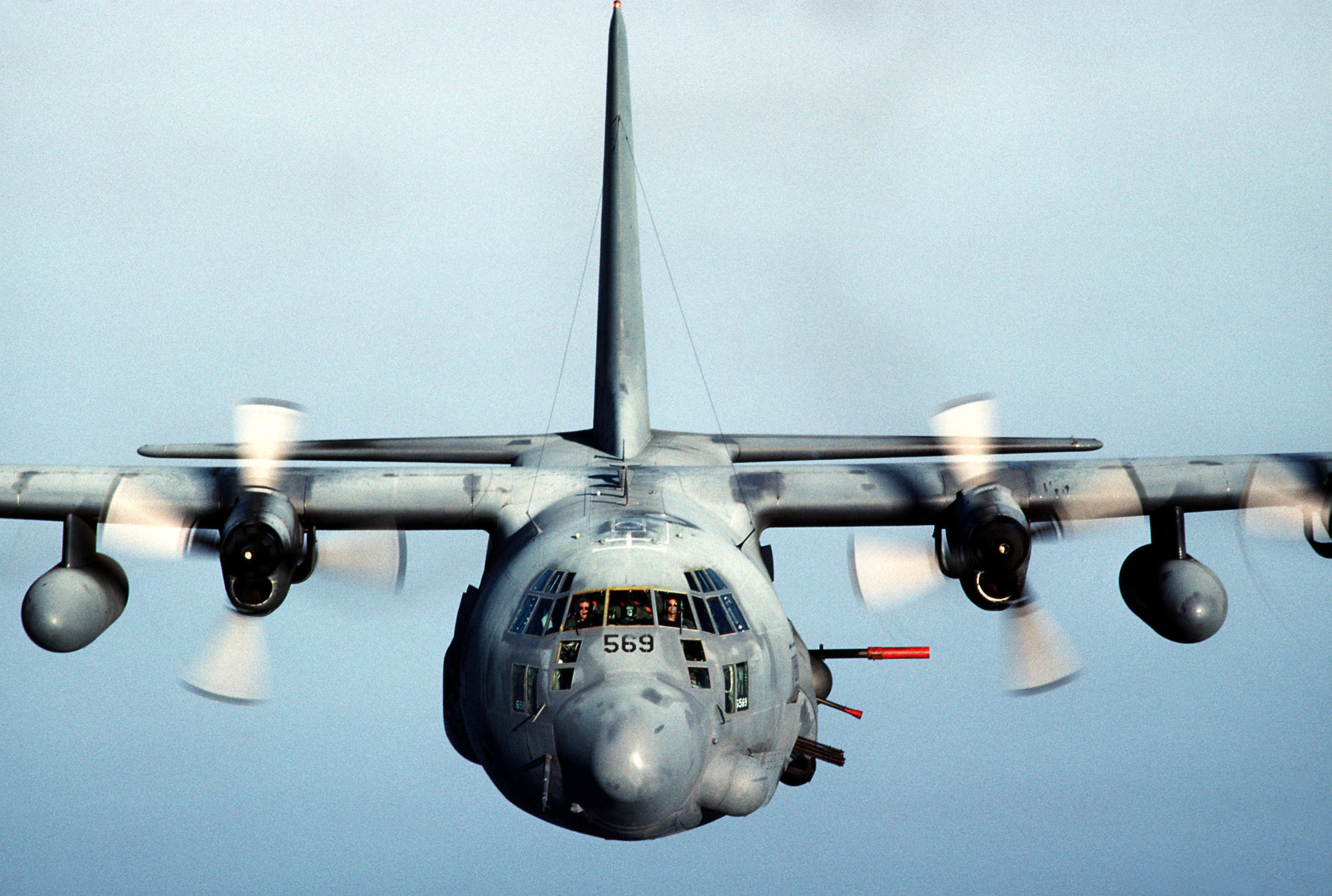
AC-130H スペクター

ガンシップ・プロジェクトIIに基づいてロッキード C-130 ハーキュリーズに武装を施したガンシップ。同機は唯一現役のガンシップであり、アメリカ空軍特殊作戦コマンドのみで運用されている。
ベトナム戦争以外でも、グレナダ侵攻やパナマ侵攻、湾岸戦争、ボスニア・ヘルツェゴビナ紛争、ソマリア内戦、コソボ紛争、アフガン紛争、イラク戦争にも投入されている。

### AC-123K

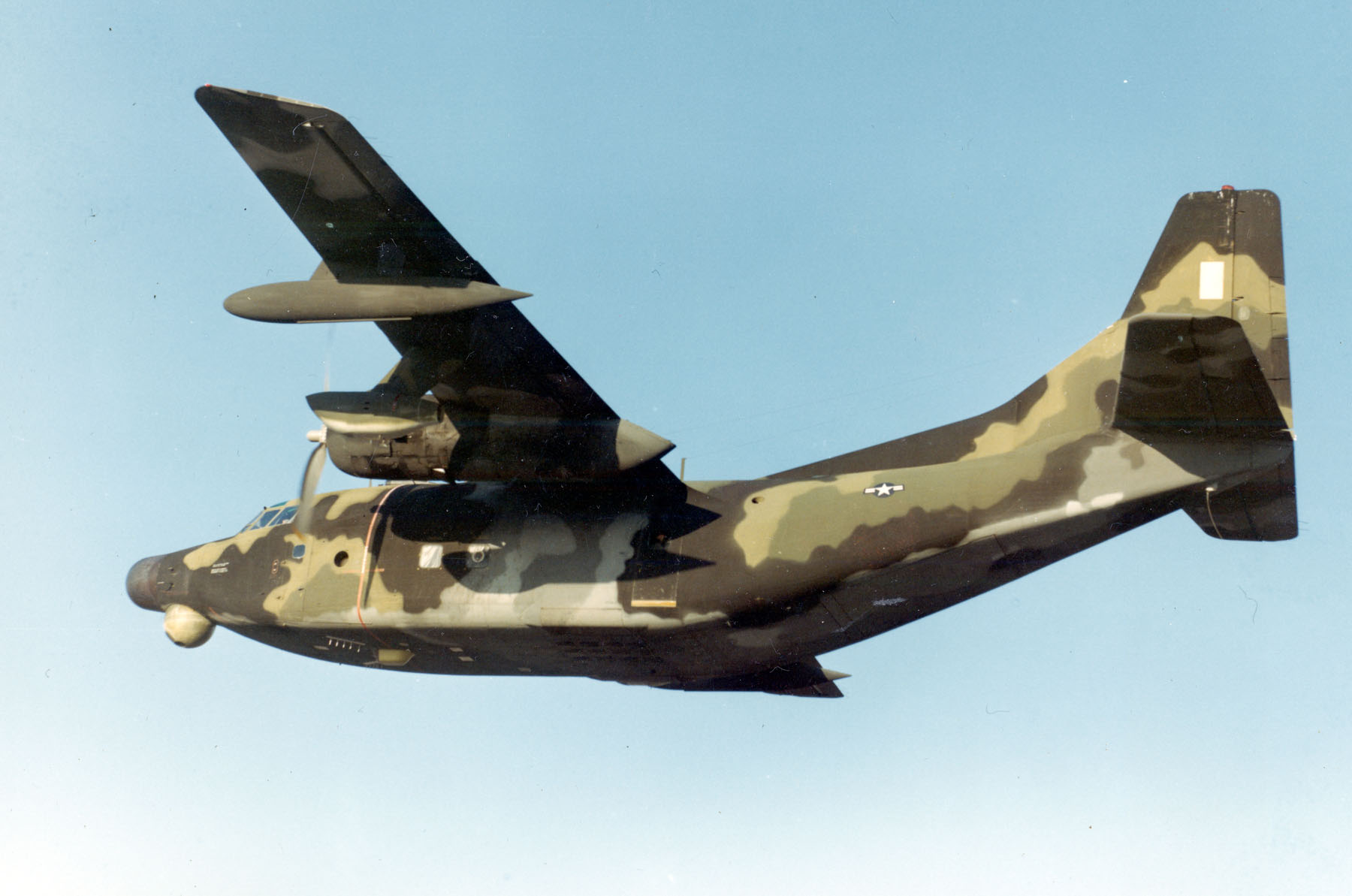
AC（NC）-123K

1969年に"Black Spot"計画に基づいてC-123 プロバイダーに武装を施したものでNC-123Kともいわれる。
貨物室に固定武装を搭載したいわゆる“ガンシップ”ではなく、レーダーと赤外線暗視装置(FLIR)、低光量テレビカメラ(LLLTV)を装備し、貨物室下面から爆弾を投下できる装置を搭載したもので、当時実用化が図られていたクラスター爆弾の実験機ともいわれ、ホーチミン・ルートの爆撃に参加したとされるが、詳細は明らかではない。ごく少数が一時的に改造され、すべてC-123に復帰している。

### AP-2H
アメリカ海軍航空隊が、既存のP-2 ネプチューンをガンシップ仕様に改造したもの。対潜哨戒機としての各種装備を撤去、捜索レーダーおよび側方監視レーダー(SLAR）と低光量テレビカメラ(LLLTV)、赤外線暗視装置(FLIR)を装備、固定武装は機尾の20mm連装機関砲のみだが、後に胴体下面のウエポンベイに40mm擲弾発射器XM-149が増備されている。固定武装の他、翼下面に設けられたハードポイントに225kg爆弾や焼夷弾、SUU-11A／1A 7.62mm ミニガンポッドを搭載できた。
メコン川のデルタ地域におけるブラウンウォーター・ネイビー任務において、河川哨戒艇・砲艇の護衛および近接航空支援に従事した。しかし、機体が大型である事から就役直後に1機が対空砲火によって撃墜されたため、後継をOV-10 ブロンコが継ぐ形で早期に退役となった。

### AU-23・AU-24「ミニ・ガンシップ」
ベトナム戦争末期、アメリカ軍は段階的に撤退し、南ベトナム軍などが主力を担っていく「ベトナム化」計画が推進された。この一環として南ベトナム空軍への供与機として「ミニ・ガンシップ」といわれる、既存の軽輸送機や連絡機をベースにした小型のガンシップが計画された。実現したものはヘリオ AU-24 スタリオンとピラタス=フェアチャイルド AU-23 ピースメーカーだった。AU-24の原型は、連絡機や心理戦機として活動したヘリオ U-10D スーパー・クーリエである。AU-23はピラタス社の軽輸送機PC-6のフェアチャイルド社でのライセンス生産機であり、これとは別にアメリカ陸軍がUV-20として同機を採用している。
いずれもSTOL性に優れており、機体搭乗口に機銃を備え、主翼に爆弾やロケット弾を搭載可能としたものである。実態はガンシップとCOIN機の中間的存在だった。いずれも実機が製造されて試験が行われたものの、火力が脆弱であり、対空砲や地対空ミサイルによる攻撃からも弱い事から同計画は中断。改造機は保管措置がとられて南ベトナム空軍に供与される事は無かった。しかし、後にAU-24はロン・ノル政権のカンボジアに、AU-23はタイ王国に供与された。
カンボジアのAU-24は、クメール・ルージュ以降の内戦で全滅したが、AU-23は手頃なCOIN機として現在もタイ空軍やタイ陸軍（少数）で現役であり続けており、タイ国内で催されているオープン・キャンプや航空ショーにおいてもよく地上展示されている。

### その他・計画機など
AC-208 コンバット・キャラバン
民間輸送機であるセスナ 208 キャラバンを、AGM-114 ヘルファイア対戦車ミサイルの運用を可能とした軍用型。なお、AC-208はセスナ社の社内名であり公式名ではない。レバノン軍と新生イラク軍が少数を採用。
AC-27J
C-27J スパルタンをベースとした計画案であり、老朽化したAC-130の何機かを同機で更新するという。ただし、機体のサイズなどからAC-130に比べて作戦能力が減少すると考えられており、不足分はAGM-65 マーベリックやAGM-114といった空対地ミサイルで補うとみられる。
Y-8 ガンシップ型
An-12 カブの中国におけるコピー機であるY-8をベースにした計画。2基のカノン砲および3基の重機関銃を主力装備としている。
AC-235
ヨルダン空軍が導入。CN-235をベース機とし、30mm機関砲およびAGM-114、ロケット弾を装備。
KC-130J ハーベストホーク
アメリカ海兵隊のKC-130Jに30mm機関砲、AGM-114などを搭載可能にした機体。少数が改修されている。
IAI アラバ
武装キットを用いる事によりガンシップ（もしくはCOIN機）への改修が可能。
セスナO-1G バードドッグ
一部のパイロットが個人的に後部座席に遠隔操作可能に改造したM60機関銃を搭載していた。